# David Meca
Pour les articles homonymes, voir Meca.
 (décembre 2010).
Améliorez-le ou discutez des points à vérifier. 
 (décembre 2010).
David Meca, né le 1er février 1974 à Sabadell, est un nageur espagnol.

## Biographie
Fils de José Meca et Maria Dolores Medina, il a un frère plus âgé nommé César.
À l’âge de 5 ans il commence à pratiquer la natation en accompagnement de problèmes de santé. Sa passion est partagée entre la natation et l'interprétation. Vers 1990, il étudie l’interprétation à l'école de Théâtre Nancy Tuñón de Barcelone et voyage aux États-Unis en 1993, pour y continuer ses études et son entraînement.
Il s'y inscrit à l'Open USA où il gagne la médaille de bronze des 1 500 m. Plusieurs universités lui offrent alors une bourse. Il choisît l'USC (Université du Sud de Californie), car il peut y combiner sa formation académique en interprétation avec son activité sportive. En juillet 1999, il obtient une licence en Art Dramatique.
Champion du monde 1998, 2000 et 2005 [En quoi ?] et no 1 du hit-parade Mondial de Natation de Longue Distance (1998, 1999 et 2000) [réf. nécessaire], et aussi leader en 2001, 2002 et 2003 du hit-parade Mondial [réf. nécessaire], il est le premier nageur dans l'histoire mondiale à avoir gagné quatre médailles dans un Championnat du Monde[réf. nécessaire].
Meca réussit à traverser la Manche le 10 août 2004 en 7 h 46 minutes et de nouveau le 29 août 2005 en 7 h 22 min.
Il est aussi le premier dans la Rivière Parana de l'Argentine, après avoir nagé 88 km (avec des eaux pleins de piranas), et aussi  dans la Rivière Nilo, après avoir parcouru 25 km (il termine l'essai infecté par des microbes toxiques). Il répète la victoire à Sainte Foi de Couronné, après avoir parcouru 63 km.
En même temps, il se consacre au monde du spectacle. Sur le petit écran, il est présentateur du programme musical « Arrasando », pour la Télévision Canarienne, et de « Grand Splash » et  « A rebufo ». Il joue, entre autres, dans « Ala-Dina ». Au cinéma il fait son premier long-métrage en 2004, comme protagoniste du film Sitges-Nagasaki. Il joue aussi au théâtre et effectue plus de trente spots publicitaires.
À l’âge de 30 ans, il est reconnu avec la Médaille d'Argent de l'Ordre Réel au Mérite Sportif, la Médaille Extraordinaire au Mérite Sportif, la Médaille d'Honneur du Comité Olympique espagnol et il devient candidat au Prix Prince d'Asturies des Sports [réf. nécessaire].
En 2005, David Meca compte déjà plus de 100 titres internationaux dans des épreuves de longue distance, dont 28 sont des titres mondiaux. Le dernier qu’il gagne est le championnat du monde de longue distance sur 25 kilomètres, au Mondial de Natation de Montréal en 2005.
Actuellement [Quand ?], il vit entre l'Espagne et les États-Unis et s’entraîne encore huit heures chaque jour et dort onze heures. Il s’entraîne au Car de Sant Cugat (Barcelone), où il fait dix-sept sessions hebdomadaires distribuées entre piscine et gymnase.